# Leo XII
Leo XII, född Annibale Francesco Clemente Melchiorre Girolamo Nicola della Genga 2 augusti 1760, död 10 februari 1829, var påve från 28 september 1823.

## Biografi
Annibale della Genga prästvigdes 1783, blev 10 år senare (titulär) ärkebiskop av Tyrus, 1794 nuntie i Köln med säte i Augsburg och 1805 i Regensburg, 1807 och 1814 i Paris, 1816 kardinalbiskop av Sinigaglia och valdes efter fem veckors konklav 28 september 1823 till påve som de ultramontanas kandidat. 
Omedelbart efter sin tronbestigning inaugurerade han en politik i ultramontansk anda: Ercole Consalvi ersattes som kardinalstatssekreterare av den 80-årige Giulio Maria della Somaglia, Collegium Romanum överlämnades åt jesuiterna, förvaltningen omorganiserades i klerikal riktning, judarna trakasserades, och i Romagna anordnades ett sannskyldigt utrotningskrig mot de radikala partierna. Dock saknar hans inrikespolitik inte förtjänster helt: överflödiga tjänster indrogs, kontrollen skärptes, och åt näringslivets uppblomstring ägnades omsorg. 
Även Leos allmänna kyrkliga politik präglades av nämnda ultramontana drag: hans första encyklika (5 maj 1824) fördömde tros- och religionsfriheten samt bibelsällskapen. 1825 firades i Rom som jubelår, men anslutningen från den katolska kristenhetens sida blev inte den man väntat. Leos utrikespolitik var i det hela framgångsrik.